# NGC 4897
NGC 4897 is een balkspiraalstelsel in het sterrenbeeld Maagd. Het hemelobject werd op 21 april 1882 ontdekt door de Duitse astronoom Ernst Wilhelm Leberecht Tempel.

## Synoniemen
- MCG -2-33-89
- UGCA 316
- IRAS 12583-1310
- PGC 44829